# 그레나다의 구

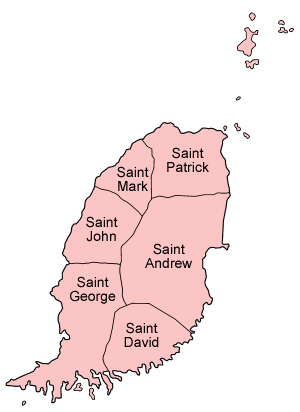
그레나다의 행정 구역

그레나다는 6개 구와 1개 부속 지역으로 구성되어 있다.
- 세인트앤드루구 (Saint Andrew Parish)
- 세인트데이비드구 (Saint David Parish)
- 세인트조지구 (Saint George Parish)
- 세인트존구 (Saint John Parish)
- 세인트마크구 (Saint Mark Parish)
- 세인트패트릭구 (Saint Patrick Parish)
- 카리아쿠 프티마르티니크 (Carriacou and Petite Martinique, 부속 지역)